# Roseraie botanique Carla Fineschi
La roseraie botanique Carla Fineschi ou roseraie de Cavriglia est un jardin botanique italien consacré aux roses situé au lieu-dit Casalone dans la commune de Cavriglia (Province d'Arezzo), entre Florence et Sienne, en Toscane.
Ce jardin abrite l'une des plus grandes collections de variétés de rosiers utilisés à des fins d'étude et de recherche. C'est l'un des rares jardins privés de cette dimension qui existe au monde.

## Historique
L'histoire de cette roseraie débute avec le professeur Gianfranco Fineschi qui, passionné de botanique, décide de créer une roseraie conservatoire en 1967, à partir d'une collection privée d'une cinquantaine de variétés de roses d'une grande rareté.
L'implantation du jardin a été rigoureusement dictée par la structure botanique traditionnelle et par conséquent les rosiers ont été plantés en espaces séparés et subdivisés en sections, espèces, sous-espèces et hybrides. Chaque plante est marquée d'une étiquette donnant les informations d'identification essentielles (le nom botanique, l'année d'introduction en Europe, la possibilité éventuelle de produire des hybrides). 
La roseraie comprend actuellement une riche collection de roses avec près de 8 000 variétés différentes de rosiers, dont certaines que l'on pensait éteintes et il est possible d'affirmer que grâce à cette quantité de plantes, la collection représente l'histoire de la rose avec toutes ses références culturelles et scientifiques.
La roseraie de Cavriglia est le résultat de plus de trente ans de travail du professeur Gianfranco Fineschi et porte le nom de Carla Fineschi en mémoire de son épouse qui a collaboré à la croissance et au développement du jardin, grâce à sa grande capacité d'organisation et à son grand dévouement. La roseraie, qui réalise déjà une grande activité culturelle et scientifique en entretenant des rapports avec des universités et des institutions au niveau mondial, tend de plus en plus à assumer une  connotation de laboratoire botanique vivant, ouvert à tous les organismes de recherche qui souhaitent l'utiliser.